# Варнек, Александр Иванович
Александр Иванович Варнек (27 июня 1858, Санкт-Петербург — 10 июня 1930, Сент-Женевьев-де-Буа) — русский полярный капитан, гидрограф, исследователь Арктики, генерал-лейтенант по адмиралтейству.
Капитан гидрографического парохода «Пахтусов», начальник первой «Гидрографической экспедиции Северного Ледовитого океана», один из авторов проекта второй «Гидрографической экспедиции Северного Ледовитого океана» 1910—1915 годов.

## Биография
Родился 27 июня 1858 года в Петербурге в семье академика архитектуры Ивана Александровича Варнека.
С 1874 по 1878 годы учился в Морском училище, по окончании произведён в гардемарины. В 1878—1880 годах служил на фрегате «Князь Пожарский», в 1879 году получил звание мичмана.
Окончил Николаевскую Морскую академию в 1882 году по первому разряду и был прикомандирован к Гидрографическому департаменту. С 1883 по 1886 год участвовал в кругосветном плавании на клипере «Опричник». С 1884 года — лейтенант. Плавал по Балтийскому морю и Финскому заливу в должности старшего штурмана.
В 1890—1892 годах служил на фрегате «Минин», затем назначен в Главный морской штаб. С 1895 года работал в «Главной физической обсерватории» в области метеорологии. Результаты своих исследований доложил на заседании физико-математического отделения Императорской Академии наук в 1896 году и опубликовал в «Трудах Императорской Академии наук» в 1897 году.
1 января 1897 года был произведён в капитаны 2 ранга, совершил плавание на канонерской лодке «Гремящий» из Владивостока в Петербург, с заходом в Японию и США.

## Гидрографическая экспедиция Северного Ледовитого океана
В 1898 году Главное гидрографическое управление учредило «Гидрографическую экспедицию Северного Ледовитого океана», которой предстояло провести многолетние систематические исследования северных морей — глубины, рельеф, течения, ледовую обстановку и определять зоны, пригодные для мореплавания. Начальником экспедиции был назначен полковник корпуса флотских штурманов А. И. Вилькицкий, Варнек стал его заместителем.
Специально для нужд экспедиции в апреле 1898 года в Англии был приобретён гидрографический пароход, получивший название «Пахтусов» (в честь русского полярного исследователя П. К. Пахтусова). Варнек командовал судном на протяжении первых пяти лет работы экспедиции. Базируясь в Архангельске, экспедиция ежегодно совершала плавания в северных морях.
В 1902 году Варнек стал во главе всей экспедиции. Летом 1902 года исследования проводились в Белом море, затем вблизи острова Вайгач (в проливах Югорский Шар и Карские Ворота) и в Карском море.
Результаты работ Варнека внесли существенные коррективы в результаты предыдущих промеров глубин в районе острова Вайгач, выполненных Крузенштерном в 1862 году. Экспедиция описала группу островов и заливов, дав им географические названия.
Одним из сотрудников Варнека в экспедиции 1902 года был Г. Я. Седов. Варнек назвал его именем залив на севере Вайгача.

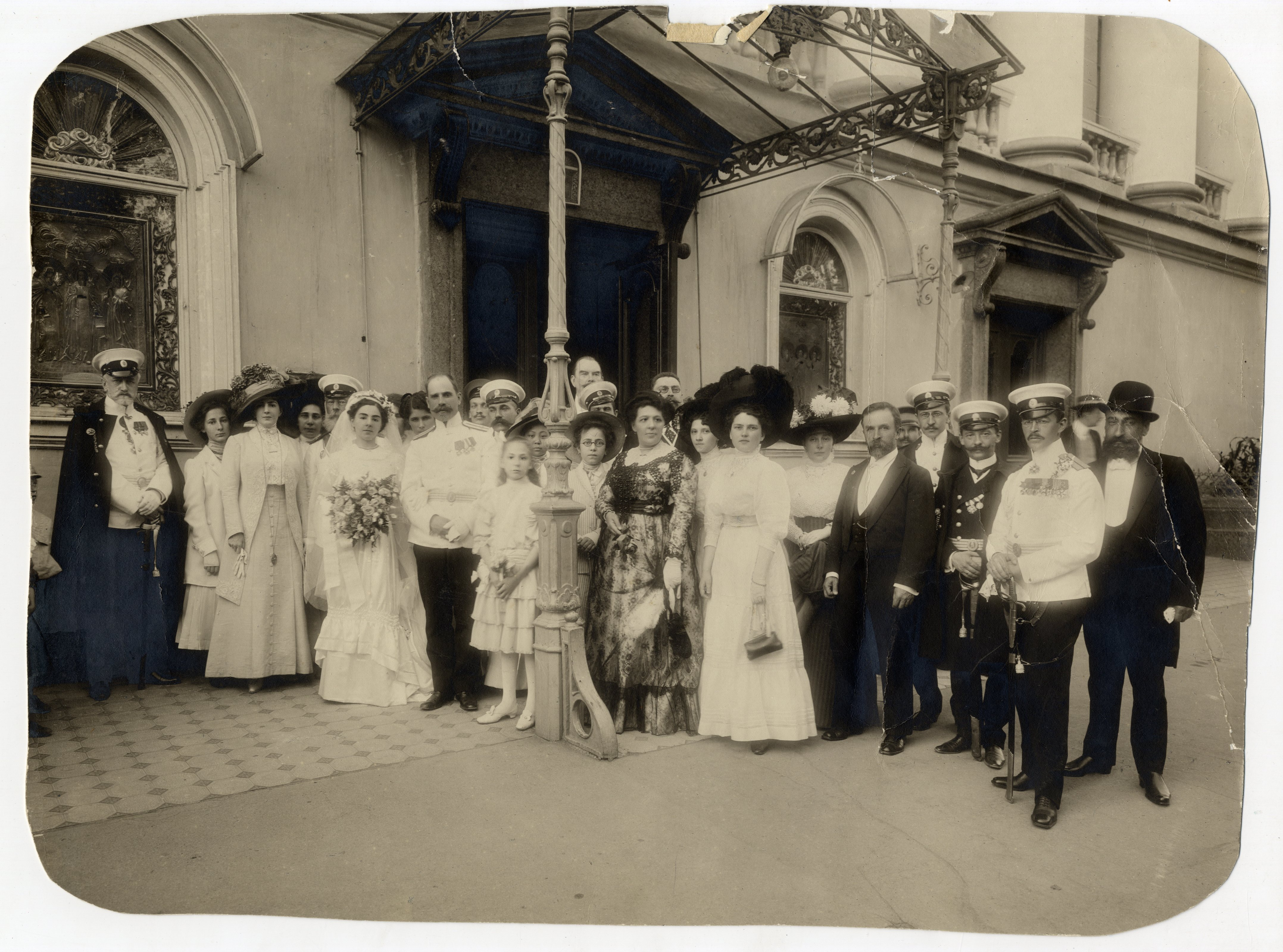
Свадьба Г. Седова. Санкт-Петербург, 1910 год, близ Адмиралтейского собора (здание Главного Адмиралтейства).
За спиной невесты — Ф. Дриженко. Самый крайний слева — А.Варнек.

## Комиссии по освоению Северного морского пути
В 1903 году в экспедиции Варнек был сменён подполковником Ф. К. Дриженко и назначен командиром учебного крейсера «Вестник». В следующем 1904 году Варнек вошёл в «Комиссию по освоению Северного морского пути» во главе с А. И. Вилькицким. Комиссия разработала проект обширных исследований Северного морского пути на всех участках, однако стоимость реализации проекта (около трех миллионов рублей) была сочтена чрезмерной, и он был отклонен правительством.
В том же 1904 году Варнек был назначен инспектором Александровского лицея, а 6 декабря того же года получил звание капитана 1 ранга.
После русско-японской войны, в середине 1906 года была создана новая комиссия по освоению Северного морского пути под председательством адмирала В. П. Верховского, в которую, вместе с Варнеком, вошли А. И. Вилькицкий, Ф. К. Дриженко, И. С. Сергеев, Н. Н. Коломейцев, А. В. Колчак, Ю. М. Шокальский и Л. Л. Брейтфус. На этот раз проект был одобрен, были построены ледоколы «Таймыр» и «Вайгач» и подготовлена Вторая Гидрографическая экспедиция Северного Ледовитого океана (1910—1915 годов).

## Дальнейшая жизнь
В 1908 году умерла жена Варнека Надежда Петровна, родившая ему четырёх детей: Татьяну (17.04.1894—10.01.1990), Анну (18.08.1897—21.03.1920), Петра (1901—1980) и Евгения (1906—1951). В этом же году, 31 октября Варнек был назначен членом Совета Императорского Александровского лицея, а 29 марта 1909 года произведён в генерал-майоры по адмиралтейству; 30 сентября 1912 года он был назначен членом Морской академии и Учебного совета по гидрографическому отделу; 24 декабря ушёл в отставку с военной службы в звании генерал-лейтенанта. Работал в Северном пароходном обществе, затем в центральном управлении Морского министерства.
В 1917 году уехал с семьёй на Кавказ, жил близ Туапсе до 1920 года, затем эвакуировался в Крым, оттуда — в Константинополь. Вынужден был продать награды, полученные за исследования Арктики.
В 1921 году переехал на Сицилию, в 1924 году — во Францию: Лион, затем в Гренобль и Сент-Женевьев-де-Буа.

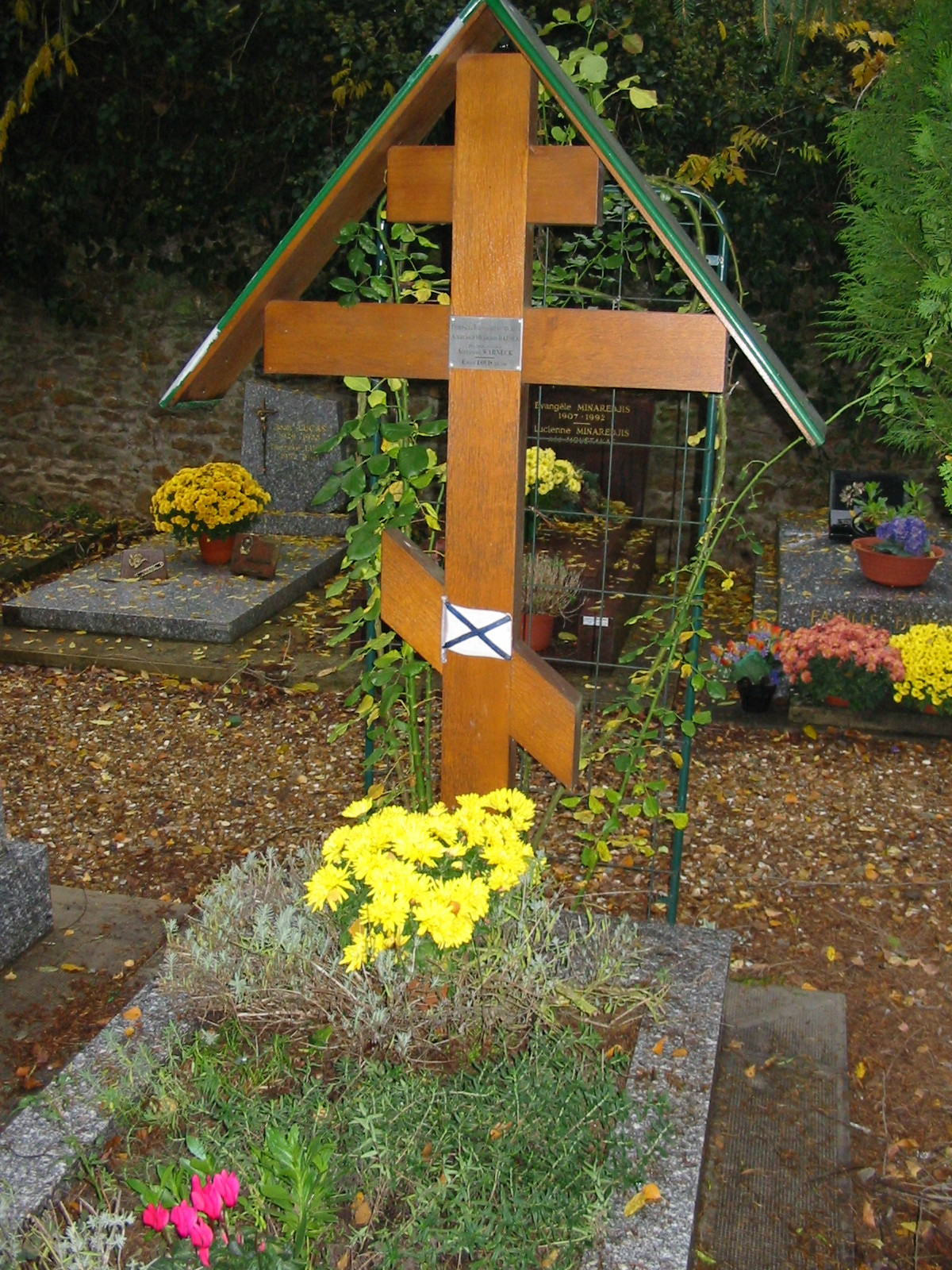
Могила А. И. Варнека на кладбище Сент-Женевьев-де-Буа

В последние годы тяжело болел и полностью ослеп. Умер 10 июня 1930 года в возрасте 71 года, похоронен на кладбище Сент-Женевьев-де-Буа.

## Награды
Орден Св. Станислава I степени (7 января 1912 г.).

## Память
В честь Варнека названы:
- Бухта на острове Вайгач (бухта Варнека была издавна известна русским поморам-промышленникам, современное название присвоено по фамилии начальника Гидрографической экспедиции Северного Ледовитого океана капитана 2 ранга А. И. Варнека, исследовавшего остров Вайгач в 1900—1902 гг.)[5].
- Посёлок на острове Вайгач, в Ненецком автономном округе.
- Мыс на западном берегу Новой Земли (мыс нанесён на карту в 1913 году Г. Я. Седовым, им же присвоено название)[5].